# Falda del Carmen
Falda del Carmen é uma comuna da província de Córdoba, na Argentina.